# Tenencia de la isla Puná
La Tenencia de la Puná, Tenencia de la Isla Puná o en su denominación jurídica más antigua Cacicazgo de la Isla Puná, de lo que representó la dominación española en el norte de Sudamérica durante la vigencia integralmente territorial de su enorme imperio fue una jurisdicción de origen feudal organizada por un gobierno hereditario y político que surge con el desarrollo de la conquista del Perú en el Reino de Quito; teniendo tempranamente sede en el pequeño poblado antiguamente denominado Lampuná que actualmente se le llama Puná La Vieja o Puná La Antigua, donde existen vestigios de lo que fue alguna vez el pueblo más importante de toda la isla.

## Historia

### Orígenes
Esta entidad se convirtió en el segundo baluarte más importante de movilidad y emplazamiento marítimo después de la Tenencia de Puerto Viejo; que hizo posible la estrategia para articular por el acceso fluvial y marino todos aquellos territorios de la Gobernación de Nueva Castilla entre los caminos de las nacientes ciudades, villas y lugares del futuro Virreinato del Perú y de esta manera conectar procesos fundacionales evidentes. Gobernada desde tiempos remotos por un cacique principal y regida por las leyes del derecho indiano, la isla bajo el dominio de la corona española estuvo presidida, dirigida o administrada en los ámbitos político, mercantil y fiscal por un Cacique o Señor Principal que en sus inicios estaba supeditado directamente a la autoridad del Gobernador de la Nueva Castilla, pero que con el traslado de la Ciudad de Guayaquil en 1547 por el capitán Diego de Urbina a su emplazamiento actual, su autoridad quedaba vinculada al Corregidor y Justicia Mayor de aquella ciudad y sometida de esta manera en el área tributaria, judicial: civil y criminal con sede organizativa en su cabildo. 

### La dinastía Tomalá

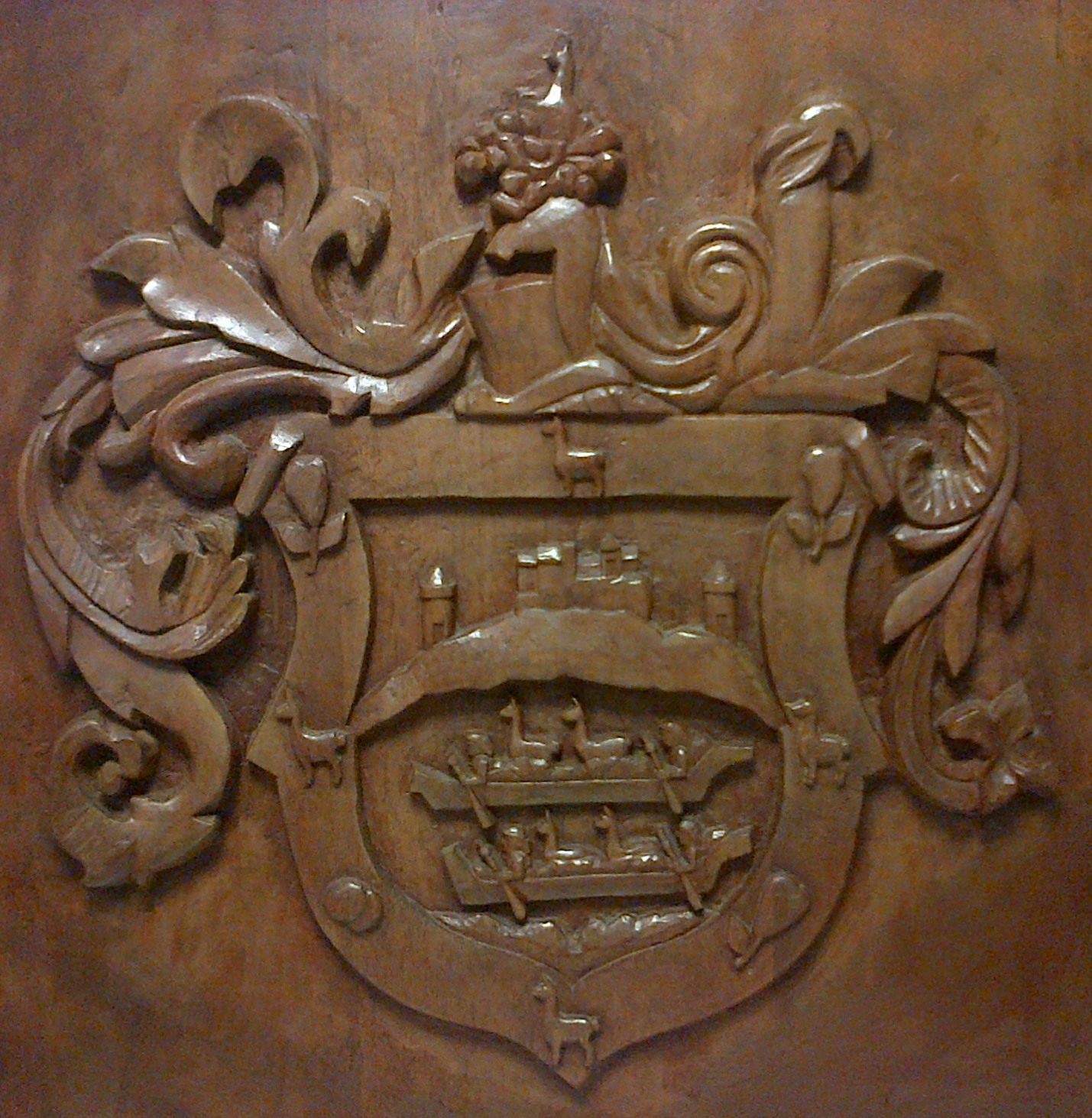
Escudo Cacique Tomalá de la Isla Puná 23.XII.1560

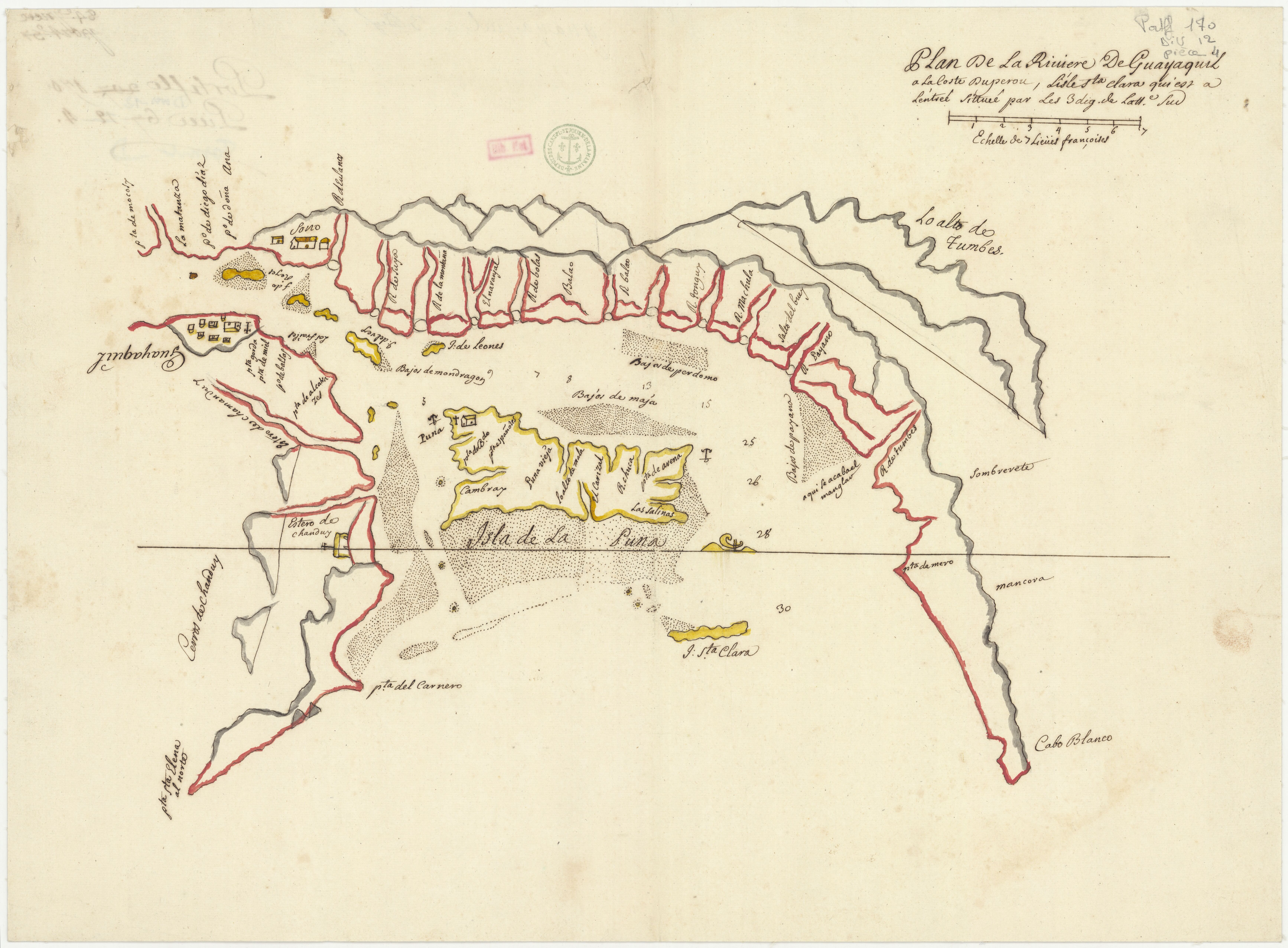
Mapa de la isla Puna

Durante el periodo del cacicazgo desde la época de Don Diego Tomalá según consta la probanza que hizo ante el Rey, le fueron concedidos preferencialmente y sin excepción a dicha familia todas las rentas de las encomiendas y contratos de los negocios de los bastimentos de primera necesidad, mercaderías indianas y castellanas, sal, cárnicos salados y secos, granos, madera y construcción naval oficial e informal adentro y alrededor de sus costas, incluso con la construcción de un pequeño astillero compartido en ganancias para la Corona representada por el cabildo y la familia directamente, en mitades. El Puerto de la Puná fue la población oficial de entrada y salida que daba inicio al famoso Camino Real de la Real Audiencia de Quito. En este poblado se apaciguaban las embarcaciones de toda clase donde venían de viaje las autoridades más importantes nombradas para ejercer cargos en Ciudades como Quito, Loja, Cuenca, y principalmente cada uno de los entrantes Corregidores de Guayaquil y Puerto Viejo y otras autoridades coloniales. La isla fue objeto de numerosos ataques de piratas, por lo que la población con categoría documentada de Pueblo fue atacada e inmersa en ruinas muchísimas veces, así como escenario de enfrentamientos bélicos contra los enemigos circunstanciales de la corona. Contaba con un vecindario reducido y preparado mayoritariamente para el control y pesquisa de embarcaciones o para los asuntos de índole naval y pesquera. La jurisdicción inicial de la tenencia llegó a incluir los pueblos de Naranjal, Machala y Túmbez (este último que solamente durante un breve periodo de diez años perduró anejo a la tenencia y luego pasó al Corregimiento de Piura), de cuyas encomiendas y negocios fueron posteriormente tranzados y alquilados de a poco por la familia Tomalá a vecinos mercaderes que prosperaron económicamente en Guayaquil o que se dedicaban al transporte. Aquellos acuerdos propicios darían mayor autonomía de estos poblados por estar separados a la isla por la vía marítima y solo estar articulados por ésta en aquel camino.

### Fundación de la Tenencia
En la tercera década del siglo XVIII se produjeron cambios jurisdiccionales dispuestos por el primer Borbón Felipe V, en estos pueblos de indios, ya que para ese momento era de por sí cada pueblo una tenencia autónoma que no dependían del Teniente de Puná sino que tenían el propio suyo nombrado por el cabildo de Guayaquil. La categoría oficial de Tenencia no se obtendría hasta 1764, año en que el Corregimiento de Guayaquil pasaba a nominarse Gobernación reconociblemente. Con este hecho se separa el ámbito político administrativo con el de rentista y autoritario que había tenido hereditariamente la familia de los caciques apellidados originariamente Tumbalá y catellanizados Tomalá por los escribanos del rey Carlos I de España, pasando la isla a tener una administración más centralizada y menos arbitrista.